# Hans von Rosen
Hans Robert von Rosen (Stoccolma, 8 agosto 1888 – Norrköping, 2 settembre 1952) è stato un cavaliere svedese, due volte campione olimpico nell'equitazione a Stoccolma 1912 e ad Anversa 1920.

## Biografia
Oltre alle due medaglie d'oro a squadre nel salto ostacoli, conquistò anche un bronzo individuale in un'altra specialità, il dressage.

## Palmarès
| Anno | Manifestazione  | Sede      | Evento               | Risultato |
| ---- | --------------- | --------- | -------------------- | --------- |
| 1912 | Giochi olimpici | Stoccolma | Salto a squadre      | Oro       |
| 1920 | Giochi olimpici | Anversa   | Dressage individuale | Bronzo    |
| 1920 | Giochi olimpici | Anversa   | Salto a squadre      | Oro       |